# Diecezja Lansing
Diecezja Lansing (ang. Diocese of Lansing, łac. Dioecesis Lansingensis) – diecezja Kościoła rzymskokatolickiego w metropolii Detroit w Stanach Zjednoczonych, obejmująca dziesięć hrabstw w południowej części stanu Michigan. Została erygowana w 1937 roku, zaś obecne granice uzyskała w 1970. Patronką diecezji jest Niepokalana Dziewica Maryja. 

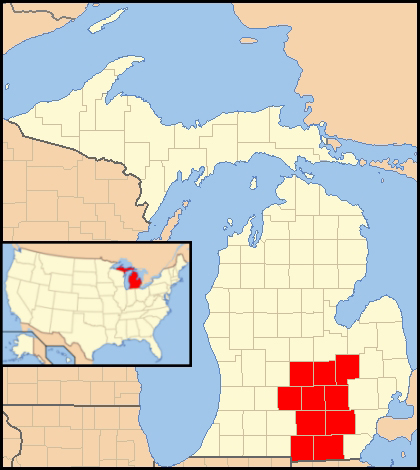
Terytorium diecezji zaznaczone na mapie stanu Michigan